# Кампар
Кампар (индон. Kampar) — округ в провинции Риау. Административный центр — город Банкинанг.

## Население
Согласно оценке 2010 года, на территории округа проживало 686 030 человек.

## Административное деление
Округ делится на следующие районы:
- Банкинанг
- Банкинанг-Барат
- Банкинанг-Себеранг
- Гунунг-Сахилан
- Кампар
- Кампар-Кири
- Кампар-Кири-Хилир
- Кампар-Кири-Хулу
- Кампар-Кири-Тенгах
- Кампар-Тимур
- Кампар-Утара
- Кото-Кампар-Хулу
- Перхентиан-Раджа
- Румбио-Джая
- Сало
- Сиак-Хулу
- Тамбанг
- Тапунг-Хилир
- Тапунг-Хулу
- XIII Кото-Кампар